# Епархия Гверу
Епархия Гверу (лат. Dioecesis Gueruensis) — епархия Римско-Католической церкви c центром в городе Гверу, Зимбабве. Епархия Гверу входит в митрополию Булавайо. Кафедральным собором епархии Гверу является церковь святой Терезы.

## История
14 ноября 1946 года была образована апостольская префектура Форта Виктории. 24 июня 1950 года Римский папа Пий XII издал буллу «Arcis Victoriae», которой преобразовал апостольскую префектуру в апостольский викариат.
2 февраля 1953 года апостольский викариат Форта Виктории передал часть территории для образования апостольской префектуры Умтали (ныне — епархия Мутаре).
1 января 1955 года Римский папа Пий XII выпустил буллу «Quod Christus», которой преобразовал апостольский викариат Форта Виктории в епархию Гвело. В этот же день епархия Гвело вошла в митрополию Хараре. 25 июня 1982 года епархия Гвело переименована в епархию Гверу. 
10 июня 1984 года епархия Гверу вошла в митрополию Булавайо. 
9 февраля 1999 года епархия Гверу передала часть территории для образования епархии Масвинго.

## Ординарии епархии
- епископ Aloysius Haene (1947 — 3.02.1977), епископ с 1 октября 1950 года
- епископ Tobias Wunganayi Chiginya (30.04.1977 — 14.01.1987)
- епископ Francis Xavier Mugadzi (14.01.1989 — 6.02.2004)
- епископ Martin Munyanyi (26.08.2006 — 28.04.2012)
- Xavier Munyongani (назначен 15.06.2013)

## Источник
- Annuario Pontificio, Libreria Editrice Vaticana, Città del Vaticano, 2003, ISBN 88-209-7422-3
- Булла In Arcis Victoriae, AAS 43 (1947), стр. 97  (лат.)
- Булла Quod Christus, AAS 47 (1955), стр. 369  (лат.)